# 三毛猫ホームズのびっくり箱
『三毛猫ホームズのびっくり箱』（みけねこホームズのびっくりばこ）は、日本の小説家赤川次郎によって1984年に発表された三毛猫ホームズシリーズの短編集である。

## あらすじ
片山義太郎、晴美、石津、ホームズの一行は、ある屋敷のパーティーに招かれた。そのパーティーは、未解決殺人事件記念パーティーだった。義太郎、石津には、20年前に起こった殺人事件の真相を解く、という難問が出される。その殺人の現場は密室で、現場には空の箱しかなかったのであった。

## 主な登場人物
- 片山義太郎 - 警視庁捜査一課のダメ刑事
- 片山晴美 - 義太郎の妹
- 石津刑事 - 晴美に恋をする猫嫌いの刑事
- ホームズ - 三毛猫

## 収録作品
- 三毛猫ホームズのびっくり箱（初出『小説宝石』1984年1月号）
- 三毛猫ホームズの名演奏（初出『小説宝石』1983年9月号）
- 三毛猫ホームズのパニック（初出『小説宝石』1983年7月号）
- 三毛猫ホームズの幽霊退治（初出『小説宝石』1983年8月号）
- 三毛猫ホームズの披露宴（初出『小説宝石』1983年5月号）
- 三毛猫ホームズの宝さがし（書き下ろし）

## 書誌情報
- 『三毛猫ホームズのびっくり箱』（光文社 カッパノベルス、1984年2月10日） ISBN 4-334-02535-8
- 『三毛猫ホームズのびっくり箱』（光文社 光文社文庫、1987年4月20日） ISBN 4-334-70526-X
- 『三毛猫ホームズのびっくり箱』（角川書店 角川文庫、1988年7月10日） ISBN 4-04-149789-2